# La Señora
La Señora es una serie dramática de televisión producida por Diagonal TV para La 1. Se estrenó el 6 de marzo de 2008 y llegó a su fin el 18 de enero de 2010. Se emitió a razón de un episodio por semana. La serie se rodó en Asturias, Sepúlveda y Navalcarnero. En muy poco tiempo se convirtió en la serie estrella de la noche de los lunes, superando a CSI.
La segunda temporada de la serie se estrenó el 1 de junio de 2009 hasta el 9 de noviembre de 2009 siendo líder indiscutible de la noche de los lunes.
La tercera temporada se estrenó directamente después del final de la segunda, el 16 de noviembre de 2009, con excelentes datos de audiencia y convirtiendo la serie, una vez más, en la más seguida del prime-time del lunes. Con el cese de la publicidad en la cadena pública a principios de 2010, la audiencia de la serie no dejó de subir, superando con toda comodidad los cuatro millones de telespectadores.
La serie se despidió definitivamente de su audiencia el 18 de enero de 2010, superando los cinco millones de telespectadores.
Tras el final de la serie, se ha realizado un spin-off llamado 14 de abril. La República en el que aparecen algunos personajes de la serie.
Desde el lunes 19 de noviembre de 2012, tras el final de la longeva serie Amar en tiempos revueltos, La 1 de TVE repone desde su primer capítulo la serie, a razón de un capítulo por día de lunes a viernes, comenzando a las 16:30. Esta vez La Señora no consigue datos de audiencia tan altos como los de su predecesora. Tras la reposición de los 39 capítulos, la serie termina el martes 15 de enero de 2013 con una audiencia media que se ha mantenido constante entre el 11-12%. El último capítulo congregó a 1.530.000 espectadores y un 12% de cuota de pantalla. Su franja fue ocupada por las reposiciones de la serie Herederos.

## Personajes
- Victoria Márquez de la Vega, Marquesa de Castro (Adriana Ugarte): Victoria es una señorita de provincias, crecida en el seno de una acomodada familia burguesa. Comparte con Ángel su orfandad, ella de madre, también desde muy niña. Le separa de él su procedencia: se ha criado en el seno de una acomodada familia y ha desarrollado una personalidad independiente y decidida que le lleva a ponerse al frente, junto con su hermano, de los negocios familiares (una próspera mina y unos astilleros), algo poco habitual en la época. Termina por casarse con Gonzalo. Al final de la tercera temporada, se produce una explosión en la mina cuando Victoria está visitando a sus obreros y una estantería cae sobre ella. Agonizando, Victoria le pide a Ángel que cuide de la niña... poco después La Señora exhala su último suspiro en brazos de su amado.

- Ángel González Ruiz (Rodolfo Sancho): Huérfano de padre desde muy niño y de orígenes humildes, heredará el compromiso de su padre con los trabajadores, pero también, influenciado por su creyente madre, la vocación que finalmente le convertirá en sacerdote.

- Gonzalo López, Marqués de Castro (Roberto Enríquez): De origen humilde y rodeado de misterio, es un hombre hecho a sí mismo, dispuesto a todo por alcanzar lo que se ha propuesto. Estuvo casado con Irene, hija del Marqués de Castro, su segunda esposa es Victoria. Lo que por sangre y linaje le ha sido negado, tratará de suplirlo con sus triunfos en los negocios. Los Castro jamás gozaron de un momento tan fructífero como el que tienen desde que Gonzalo gestiona los negocios de la familia. Es socio del padre de Victoria.

- Irene de Castro y de la Fuente (Ana Turpin), es la hija del anterior Marqués de Castro, primera esposa de Gonzalo y fascinada con él, fue cruel y agresiva con su hermanastra Catalina. Murió debido a la complicaciones de un parto del que nació un hijo, también muerto.

- Catalina de Castro y de la Fuente (Laura Domínguez), fatalmente enamorada del marido de su hermana, es la hija ilegítima del Marqués de Castro y una criada. Muy distinta de su hermana: Irene es bella y elegante; Catalina es robusta y poco agraciada. Se suicidó envenenándose, para evitar que la matase su cuñado.

- Pablo Márquez de la Vega (Alberto Ferreiro), el hermano idealista de Victoria. Un joven impulsivo y vehemente que se involucrará en la lucha de los movimientos sociales de la época.

- Encarna Alcántara Prieto (Lucía Jiménez), una chica del pueblo, de familia muy humilde. Decidida y voluntariosa, ilustra a las que se convertirán en mujeres revolucionarias de la Segunda República. Coincidirá con Pablo y sentirán una mutua atracción.

- Alicia Santibáñez (Carmen Conesa), mujer madura que regenta el mayor prostíbulo de la comarca. Confidente de Gonzalo, cliente habitual del local, es independiente e implacable en los negocios.

- Vicenta Ramírez (Ana Wagener), forma parte del personal de servicio de la familia Márquez. Es como una madre para Victoria y Pablo.

- Adelina (Berta Ojea): cocinera de la casa de la familia Márquez.

- Rosalía (Inma Cuevas): forma parte del personal de servicio de la casa de la familia Márquez. Sobrina de Adelina.

- Ricardo Márquez González (Alberto Jiménez), padre de Victoria y Pablo. Un burgués liberal que hizo fortuna en Cuba. Su mujer murió dejando a su cargo a sus dos hijos, a los que ha procurado todo tipo de atenciones y la mejor educación.

- Salvador González Ruiz (Raúl Prieto), es el hermano de Ángel. De su padre no sólo ha heredado el nombre sino también sus firmes convicciones anarquistas.

- Amalia Ruiz (Pepa López): Madre de Ángel. Es una mujer muy creyente, frente a las convicciones de su marido, y está acostumbrada a trabajar sin descanso.

- Conchita (Claudia Giráldez): El contrapunto de Vicenta. No quiere perder los mejores años de su vida al servicio de los señores.

- Justo Sanz (Pepo Oliva): Hombre callado y rudo, también forma parte del personal de servicio, es el encargado de cuidar los animales. Se especula que ha tenido un pasado delictivo. Vive una tímida historia de amor otoñal con Vicenta.

- Alejandro (Benito Sagredo): Médico especializado en la atención a mujeres. Sensible, culto y respetuoso. Se enamora de Encarna.

- Hugo de Viana (Raúl Peña): El prometido perfecto de Victoria, buena planta, buena familia. Amigo del éxito fácil sin esfuerzo, está enamorado de la joven. Sus negocios unidos a los de los Márquez supondrían una fructífera sociedad.

- Isabelita (Carolina Lapausa): Amiga de Victoria Márquez desde la infancia. Está enamorada de Hugo de Viana.

## Episodios
| Temporada | Temporada | Episodios | Estreno                 | Final                  | Audiencia media | Audiencia media | Audiencia media |
| Temporada | Temporada | Episodios | Estreno                 | Final                  | Espectadores    | Cuota           |                 |
| --------- | --------- | --------- | ----------------------- | ---------------------- | --------------- | --------------- | --------------- |
|           | 1         | 13        | 6 de marzo de 2008      | 29 de mayo de 2008     | 3 227 000       | 18,7%           |                 |
|           | 2         | 17        | 1 de junio de 2009      | 9 de noviembre de 2009 | 3 182 000       | 18,1%           |                 |
|           | 3         | 9         | 16 de noviembre de 2009 | 18 de enero de 2010    | 4 034 000       | 20,3%           |                 |
| Total     | Total     | 39        | 6 de marzo de 2008      | 18 de enero de 2010    | 3 481 000       | 19,0%           |                 |

## Juicio por plagio
En febrero de 2010, la escritora Susana Pérez-Alonso denunció ante la Fiscalía Superior del Principado de Asturias que la serie La Señora, idea original de Virginia Yagüe y producida por Diagonal TV para La 1, podría tratarse de un plagio de una de sus obras, Melania Jacoby, que comenzó a escribir a finales de 2005 y que aún no había sido publicada. Tras decretarse apertura de juicio oral, el 16 de junio de 2015 el juicio quedó visto para sentencia en el Juzgado de Instrucción número 25 de Madrid. La sentencia, hecha pública el 27 de julio de 2015, absuelve a la guionista Virginia Yagüe de la acusación de plagio, señalando que la serie no «tiene parecido ni con la trama ni con los argumentos» de la novela y las coincidencias son «meramente circunstanciales». La sentencia también señala que no se ha podido demostrar que la novela estuviera escrita antes de la emisión de la serie o que la guionista hubiera accedido a ella, entendiendo que las coincidencias señaladas por la perito de la acusación particular son «meramente circunstanciales, carecen de trascendencia, e incluso suponen una banalidad en una acusación penal por plagio». La sentencia absolutoria fue ratificada el 12 de julio de 2016 por la Sección 23 de la Audiencia Provincial de Madrid, que desestimó el recurso de la demandante.

## Premios y candidaturas
Fotogramas de Plata 2009
| Categoría                  | Persona        | Resultado |
| -------------------------- | -------------- | --------- |
| Mejor actriz de televisión | Adriana Ugarte | Ganadora  |

XVIII Edición de los Premios de la Unión de Actores
| Categoría                              | Persona          | Resultado |
| -------------------------------------- | ---------------- | --------- |
| Mejor actor protagonista de televisión | Roberto Enríquez | Nominado  |
| Mejor actriz secundaria de televisión  | Ana Wagener      | Nominada  |
| Mejor actriz de reparto de televisión  | Berta Ojea       | Ganadora  |

XIX Edición de los Premios de la Unión de Actores
| Categoría                               | Persona          | Resultado |
| --------------------------------------- | ---------------- | --------- |
| Mejor actriz protagonista de televisión | Adriana Ugarte   | Ganadora  |
| Mejor actor protagonista de televisión  | Roberto Enríquez | Ganador   |
| Mejor actriz secundaria de televisión   | Carmen Conesa    | Ganadora  |
| Mejor actriz secundaria de televisión   | Ana Wagener      | Nominada  |
| Mejor actor secundario de televisión    | Víctor Clavijo   | Ganador   |
| Mejor actor secundario de televisión    | Raúl Peña        | Nominado  |
| Mejor actriz de reparto de televisión   | Inma Cuevas      | Nominada  |
| Mejor actor de reparto de televisión    | Juan Meseguer    | Ganador   |
| Mejor actor de reparto de televisión    | Alberto Rubio    | Nominado  |
| Mejor actriz revelación                 | Carolina Lapausa | Nominada  |

Otros
- Mención especial TV en el Festival Internacional de TV y Cine Histórico Reino de León 2009 para Roberto Enríquez
- Nominación a la Mejor actriz protagonista de drama en los I Premios del Público TV para Adriana Ugarte.[9]
- Nominación al Mejor Actor Español en los Premios CineyMás de TV para Rodolfo Sancho.